# Goms VS
| VS ist das Kürzel für den Kanton Wallis in der Schweiz. Es wird verwendet, um Verwechslungen mit anderen Einträgen des Namens Goms zu vermeiden. |

Goms ist eine Munizipalgemeinde und eine Burgergemeinde im Bezirk Goms des Schweizer Kantons Wallis.

Luftbild aus 4600 m von Walter Mittelholzer (1934)

Die neue Gemeinde ist auf den 1. Januar 2017 aus dem Zusammenschluss der ehemaligen Munizipalgemeinden Blitzingen, Niederwald, Grafschaft, Münster-Geschinen und Reckingen-Gluringen entstanden. Sitz ist Gluringen. Das Wappen wurde von der bisherigen Gemeinde Münster-Geschinen übernommen. Die neue Gemeinde zählt rund 1200 Einwohner. Die Fläche erstreckt sich über 129,53 Quadratkilometer.

## Gemeindepräsidenten
Seit den Gemeinderatswahlen von 2016:
| Amtszeit | Name             | Partei |
| -------- | ---------------- | ------ |
| 2017–    | Gerhard Kiechler | neo    |

## Anlässe
Das Bundeslager der Pfadibewegung Schweiz (PBS) fand 2022 im Gommertal statt. Die Gemeinde Goms diente als Gastgeber für die rund 30'000 Pfadfinder und Pfadfinderinnen. Dies wurde am 8. März 2019 durch eine Medienmitteilung des BULA-Mova Vereins bestätigt. Nachdem das Bula im 2008 unter dem Motto „contura“ durchgeführt worden war, fand es im Jahr 2022 unter dem Motto „Mova“ statt.